# Marek Garmulewicz
Marek Robert Garmulewicz (* 22. Januar 1968 in Mozgawa) ist ein ehemaliger polnischer Ringer. Er wurde 1994, 1996 und 2000 Europameister im Schwergewicht und 1998 Vize-Weltmeister im Schwergewicht, jeweils im freien Stil.

## Werdegang
Marek Garmulewicz begann als Jugendlicher 1978 mit dem Ringen. Er konzentrierte sich dabei auf den freien Stil und wurde hauptsächlich von Zygmunt Kret trainiert. Er gehörte der Ringerclubs ZKS Megarolt Koszalin und ZKS Slawie-Ruda Śląska an. Später rang er auch mehrere Jahre beim KSV Köllerbach in der deutschen Bundesliga. Marek Garmulewicz war 1,88 Meter groß und wuchs im Laufe seiner Karriere vom Halbschwergewicht in das Schwergewicht hinein. Er absolvierte eine Trainerausbildung und wurde nach dem Ende seiner Laufbahn Trainer im polnischen Ringerverband.
Seinen ersten Start bei einer internationalen Meisterschaft absolvierte er 1988. Er nahm in diesem Jahr an der Junioren-Europameisterschaft (Altersgruppe Espoirs) in Wałbrzych teil und belegte im Halbschwergewicht den 7. Platz. Bei den Senioren startete er erstmals im Jahre 1991 bei einer internationalen Meisterschaft. Dabei kam er in Stuttgart im Halbschwergewicht auf den 7. Platz. Ab diesem Zeitpunkt nahm er jährlich an fast allen Weltmeisterschaften und Europameisterschaften teil und startete auch bei den Olympischen Spielen 1992, 1996, 2000 und 2004.
Den ersten großen Erfolg konnte er im Jahre 1994 feiern. Er wurde in diesem Jahr in Rom Europameister im Schwergewicht vor Heiko Balz aus Deutschland und Ali Kayalı aus der Türkei. Den zweiten Europameistertitel gewann er im Jahre 1996 in Budapest, wieder im Schwergewicht. Dabei verwies er Milan Mazáč, Slowakei, und David Musuľbes aus Russland auf die Plätze. Im Jahre 2000 wurde er dann ein drittes Mal Europameister. In Budapest siegte er dabei im Superschwergewicht, wobei er im Finale David Musuľbes nach Punkten schlug.
Bei Weltmeisterschaften gelang es ihm zweimal in die Medaillenränge vorzustoßen. 1998 wurde er in Teheran im Halbschwergewicht Vize-Weltmeister. Er besiegte dabei Ba Tumengke, China, Islam Bairamukow, Kasachstan, und Eldari Luka Kurtanidse, Georgien. Im Finale verlor er gegen Abbas Jadidi aus dem Iran. 1999 gewann er in Ankara in der gleichen Gewichtsklasse mit Siege nüber Jurijs Janovic, Litauen, Dean Ryan Schmeichel, Kanada, Zoltán Farkas, Ungarn, und Eldari Luka Kurtanidse, einer Niederlage gegen Alireza Heidari, Iran, und einem weiteren Sieg über Aftandil Xanthopoulos, Griechenland, eine Bronzemedaille.
Keine Medaillengewinne gelangen Marek Garmulewicz dagegen bei den Teilnahmen an vier Olympischen Spielen. Im Jahre 2000 verfehlte er allerdings bei den Olympischen Spielen in Sydney im Halbschwergewicht mit Siegen über Dean Ryan Schmeichel, Gabriel Szerda, Australien, und Aljaksandr Schamarau, Weißrussland, und Niederlagen gegen Islam Bairamukow und Eldari Luka Kurtanidse mit einem 4. Platz die Medaillenränge nur knapp. Auch bei den Olympischen Spielen 1996 in Atlanta war er einem Medaillengewinn mit einem 5. Platz relativ nahe. Er siegte dort im Schwergewicht über Ben Vincent, Australien, und Oleg Ladik, Kanada, verlor gegen Abbas Jadidi und Sjarhej Kawaleuski, Weißrussland, und siegte noch über Konstantin Alexandrow, Kirgisistan.

## Internationale Erfolge
| Jahr | Platz | Wettbewerb                              | Gewichtsklasse | Ergebnisse |
| 1988 | 7.    | Junioren-EM in Wałbrzych                | Halbschwer     | Sieger: Dschambulat Tedejew, UdSSR vor Wesselin Christow, Bulgarien und Heiko Balz, Deutschland |
| 1991 | 7.    | EM in Stuttgart                         | Halbschwer     | Sieger: Macharbek Chadarzew, UdSSR vor Gábor Tóth, Ungarn und Efraim Kamberow, Türkei |
| 1991 | 9.    | WM in Warna                             | Halbschwer     | Sieger: Macharbek Chadarzew vor Heraklis Deskoulidis, Griechenland und Roberto Limonta, Kuba |
| 1992 | 9.    | EM in Kaposvár                          | Halbschwer     | Sieger: Macharbek Chadarzew vor Gabor Toth und Kenan Şimşek, Türkei |
| 1992 | 7.    | OS in Barcelona                         | Halbschwer     | nach einem Sieg über Daniel Sanchez, Puerto Rico, Niederlagen gegen Gábor Tóth und Kenan Şimşek und einem Sieg über Renato Lombardi, Italien                                                                                   |
| 1993 | 5.    | EM in Istanbul                          | Schwer         | hinter Arawat Sabejew, Deutschland, Oleksij Netschypurenko, Ukraine, Ali Kayalı, Türkei und Krassimir Kotschew, Bulgarien |
| 1994 | 1.    | EM in Rom                               | Schwer         | vor Heiko Balz, Ali Kayalı und Oleksij Netschypurenko |
| 1994 | 7.    | WM in Istanbul                          | Schwer         | Sieger: Arawat Sabejew vor Dawud Magomedow, Aserbaidschan, David Musuľbes, Russland und Oleksij Netschypurenko |
| 1995 | 9.    | EM in Fribourg/Schweiz                  | Schwer         | Sieger: David Musuľbes vor Milan Mazáč, Slowakei, Arawat Sabejew und Arvi Aavik, Estland |
| 1995 | 12.   | WM in Atlanta                           | Schwer         | Sieger: Kurt Angle, USA vor Arawat Sabejew und Abbas Jadidi, Iran |
| 1996 | 1.    | EM in Budapest                          | Schwer         | vor Milan Mazáč, David Musuľbes und Sjarhej Kawaleuski, Weißrussland |
| 1996 | 5.    | OS in Atlanta                           | Schwer         | nach Siegen über Ben Vincent, Australien und Oleg Ladik, Kanada, Niederlagen gegen Abbas Jadidi und Sjarhej Kawaleuski und einem Sieg über Konstantin Alexandrow, Kirgisistan                                                  |
| 1997 | 2.    | EM in Warschau                          | Halbschwer     | hinter Eldari Luka Kurtanidse, Georgien, vor Arawat Sabejew und Aslan Chagurow, Russland |
| 1997 | 7.    | WM in Krasnojarsk                       | Halbschwer     | nach einem Sieg über Hiroshi Kosuge, Japan, einer Niederlage gegen Arawat Sabejew, Siegen über Kim Tae-ho, Südkorea und Gong Xu, China und einer Niederlage gegen Islam Bairamukow, Kasachstan                                 |
| 1998 | 2.    | EM in Bratislava                        | Halbschwer     | nach Siegen über Ahmet Doğu, Türkei, Ricardas Pauliakonis, Litauen und Heiko Balz und einer Niederlage gegen Eldari Luka Kurtanidse                                                                                            |
| 1998 | 2.    | WM in Teheran                           | Halbschwer     | nach Siegen über Ba Tumengke, China, Islam Bairamukow und Eldari Luka Kurtanidse und einer Niederlage gegen Abbas Jadidi |
| 1998 | 1.    | FILA-Fünf-Kontinente-Cup in Sydney      | Schwer         | vor Seitaro Yoshida, Japan und Tomasz Szewczyk, Polen |
| 1999 | 3.    | WM in Ankara                            | Halbschwer     | nach Siegen über Jurijs Janovic, Litauen, Dean Ryan Schmeichel, Kanada, Zoltán Farkas, Ungarn und Eldari Luka Kurtanidse, einer Niederlage gegen Alireza Heidari, Iran und einem Sieg über Aftandil Xanthopoulos, Griechenland |
| 2000 | 1.    | EM in Budapest                          | Schwer         | nach Siegen über Chassan Bejtula, Bulgarien, Francesco Miano-Petta, Italien, Jurij Schobitko, Ukraine, Rezep Aşkabaliyev, Aserbaidschan und David Musuľbes                                                                     |
| 2000 | 4.    | OS in Sydney                            | Halbschwer     | nach Siegen über Dean Ryan Schmeichel, Gabriel Szerda, Australien und Aljaksandr Schamarau, Weißrussland und Niederlagen gegen Islam Bairamukow und Eldari Luka Kurtanidse                                                     |
| 2001 | 13.   | WM in Sofia                             | Schwer         | nach einer Niederlage gegen Aydın Polatçı, Türkei und einem Sieg über Mirko Silian, Schweiz |
| 2002 | 7.    | EM in Baku                              | Schwer         | nach einem Sieg über Mohammad Qerayev, Aserbaidschan und einer Niederlage gegen Bodschidar Bojadschiew, Bulgarien |
| 2002 | 12.   | WM in Teheran                           | Schwer         | nach einem Sieg über E Yube, China und einer Niederlage gegen Dawit Otiaschwili, Georgien |
| 2003 | 12.   | EM in Riga                              | Schwer         | nach Niederlagen gegen David Musuľbes und Sven Thiele, Deutschland |
| 2004 | 4.    | Olympia-Qualif.-Turnier in Bratislava   | Schwer         | hinter Alexis Rodríguez Valera, Kuba, Kuramagomed Kuramagomedow, Russland und Francesco Miano-Petta |
| 2004 | 6.    | Großer Preis von Deutschland in Leipzig | Schwer         | Sieger: Fardin Masoumi Valadi, Iran vor Rares Daniel Chintojan, Rumänien und Sven Thiele |
| 2004 | 11.   | OS in Athen                             | Schwer         | nach einer Niederlage gegen Artur Taymazov, Usbekistan und einem Sieg über Cheema Palwinder Singh, Indien |

Erläuterungen
- alle Wettbewerbe im freien Stil
- OS = Olympische Spiele, WM = Weltmeisterschaft, EM = Europameisterschaft
- Halbschwergewicht, bis 1996 bis 90 kg, von 1997 bis 2001 bis 97 kg, Schwergewicht, bis 1996 bis 100 kg, von 1997 bis 2001 bis 130 kg, seit 2002 bis 120 kg, Superschwergewicht, bis 1996 bis 130 kg, danach abgeschafft